# Valle de los Ingenios
Valle de los Ingenios (španjolski za „Dolina šećerana”) je naziv za tri povezane doline, San Luis, Santa Rosa i Meyer; područje duljine oko 12 km, odmah izvan grada Trinidada u kubanskoj pokrajini Sancti Spíritus. Ova dolina, površine od oko 270 km², je bila središte proizvodnje šećera od kasnog 18. do konca 19. soljeća. Na vrhuncu proizvodnje tu je bilo preko 50 šećerana za obradu šećerne trske, koju je uzgajala i obrađivala radna snaga od preko 30.000 robova. Zbog toga je 1988. godine Valle de los Ingenios, zajedno s gradom Trinidadom, upisana na UNESCO-ov popis mjesta svjetske baštine u Sjevernoj Americi.

## Povijest
Proizvodnja šećera i njegova trgovina je bila najvažnija grana gospodarstva Kube još od prvih španjolskih naselja na otoku 1512. godine. Valle de los Ingenios je imala idealno tlo i klimu za uzgoj šečerne trske, a dobre luke i povezanost cestama su omogućili izvoz rafiniranog šećera. Kuba je tijekom 18. i 19. stoljeća postala najveći proizvođač šećera na svijetu, što je dovelo do bogaćenja obližnjeg grada Trinidada. 
Kako bi šećer bio što svježiji i podnosio dulja putovanja, koncem 1880-ih je od Trinidada do obalnog mjesta Casilda položena 6 km duga željeznička pruga.
Kako su autohtoni Kubanci gotovo istrebljeni europskim bolestima i lošim uvjetima robovskog života, španjolski vlasnici plantaža su morali dovesti afričke robove za radnu snagu. Iako je Španjolska zabranila robovlasništvo 1820. godine, praksa dovođenja robova se nastavila sve do Rata za neovisnost Kube koncem 19. stoljeća. Nakon toga, dominacija ovog područja u proizvodnji šećera je opala i mnoge šećerane su napuštene ili srušene.

## Odlike
Iako je većina od 70-tako šećerana u ruševnom stanju, neki dijelovi još uvijek stoje. Od njih su najznamenitiji naselje radnika Guachinango i plantaža Manaca Iznaga koja posjeduje vlasnikov dom, toranj i naselje robova (barracones).
Manaca Iznaga toranj, visine 45 m, je 1816. godine podigao vlasnik Alejo Maria Iznaga y Borrell i tada je bio najviša građevina na Kubi. Svojom veličinom i sjajem toranj je trebao svjedočiti poslovni uspjeh vlasnika, ali i snagu koja je trebala plašiti robove. Zvono koje je nekada visjelo s njega je svojom zvonjavom najavljivalo početak i kraj radnog dana, ali i vrijeme jutarnje, podnevne i večernje molitve, jedino vrijeme kada bi prisilni rad zastao. Danas njegovo zvono leži na tlu ispod ovog materijalnog dokaza Španjolskog kolonijalnog carstva.
- Dolina šećerana
- Toranj Manaca Iznaga
- Naselje robova
- Vlasnička vila plantaže Manaca Iznaga
- Zvono na tlu ispred Vile Manaca

## Vanjske poveznice
- galerija fotografija  Arhivirana inačica izvorne stranice od 5. veljače 2012. (Wayback Machine) na službenim stranicama UNESCO-a (engl.)
- Rachel Carley. 2000. Cuba: 400 Years of Architectural Heritage. Watson-Guptill. str. 224. ISBN 0823011283 (engl.)